# Organizacija dogovora o skupni varnosti
Organizacija Dogovora o skupni varnosti (rusko Организация Договора о коллективной безопасности, latinizirano: Organizatsiya Dogovora o kollektivnoj bezopasnosti, ОДКБ, ODKB) je mednarodno vojaško zavezništvo v Evraziji, v katerega so vključene nekatere države, ki so bile del nekdanje Sovjetske zveze. Dogovor izhaja iz Sovjetskih oboroženih sil, ki so jih nadomestile Združene Oborožene sile Skupnosti neodvisnih držav. 15. maja 1992 je nato šest post-sovjetskih držav, ki so bile del Skupnosti neodvisnih držav — Rusija, Armenija, Kazahstan, Kirgizistan, Tadžikistan in Uzbekistan — podpisalo Dogovor o skupni varnosti. Še tri države so ga podpisale naslednje leto — Azerbajdžan, Belorusija in Gruzija — in dogovor je stopil v veljavo 20. aprila 1994. Leta 1999 so Gruzija, Azerbajdžan in Uzbekistan izstopili iz organizacije, preostalih šest držav pa je leta 2002 zavezništvo preimenovalo v Organizacijo dogovora o skupni varnosti. Leta 2006 se je Uzbekistan ponovno pridružil organizaciji in jo leta 2012 ponovno zapustil. Leta 2013 sta Srbija in Afganistan postala opazovalki.
Julija 2021 je Tadžikistan organizacijo zaprosil za pomoč pri obvladovanju varnostnih izzivov zaradi krize v sosednjem Afganistanu.
Armenija je zaradi neizpolnjevanja obvez zavezništva med azerbajdžanskim napadom leta 2022 svoje članstvo zamrznila, kasneje pa napovedala izstop iz zveze. Armenski premier je beloruskega predsednika Aleksandra Lukašenka, katerega država je tudi članica organizacije, obtožil sodelovanja pri načrtovanju azerbajdžanskega napada.